# Хронологија распада СФРЈ

## 1967.
- 18. април — Скупштина СФРЈ усвојила амандмане (I-VI) на Устав СФРЈ, којима је знатно ојачан положај федералних јединица у односу на савезне органе, чиме је означен почетак институционалне разградње СФРЈ.

## 1968.
- 27. новембар — У Приштини избијају демонстрације албанских сепаратиста, на којима се захтева да тадашња Аутономна покрајина Косово и Метохија буде издвојена из састава Србије и трансформисана у посебну републику, са правом на уједињење са суседном Албанијом. То су биле прве масовне демонстрације против уставног поретка и територијалног интегритета СР Србије и СФРЈ.
- 26. децембар — Скупштина СФРЈ усваја амандмане (VII-XIX) на Устав СФРЈ, којима се додатно јача положај федералних јединица у односу на савезне органе, чиме је означен наставак институционалне разградње СФРЈ.

## 1971.
- 30. јун — Скупштина СФРЈ усваја амандмане (XX-XLII) на Устав СФРЈ, којима се додатно јача положај федералних јединица у односу на савезне органе, чиме је настављена институционална разградња СФРЈ.

## 1974.
- 21. фебруар — У Београду проглашен нови Устав СФРЈ, којим је Југославија трансформисана у лабаву федерацију, састављену од шест федералних јединица (СР Словенија, СР Хрватска, СР Босна и Херцеговина, СР Србија, СР Црна Гора, СР Македонија) и две аутономне покрајине у СР Србији (САП Војводина и САП Косово).
- 25. фебруар — У Београду проглашен нови Устав СР Србије, којим су озваничена додатна права аутономних покрајина (САП Војводина и САП Косово).
- 27. фебруар — У Приштини проглашен први Устав САП Косова, којим је покрајина афирмисала своју пуну уставну и законодавну аутономију. Тиме је постављена основа за даљи развој сепаратизма у односу на СР Србију и Југославију.

## 1975.
- 2. септембар — Албански младићи из Стереоца, код Пећи убијају Српкињу из Црне Горе Бранку Ђукић, коју су покушали да пре тога силују на планини Чакор.

## 1978.
- 20. септембар — Обијена је православна црква Светог Димитрија у Добротину, крај Липљана, на Косову и Метохији, уништена бројна имовина, а однет је и новац који се затекао.

## 1980.
- 4. мај 1980. — У Љубљани умро Јосип Броз Тито, доживотни председник СКЈ и СФРЈ, и врховни командант ЈНА.
- 15. мај 1980. — Председништво СФРЈ преузима власт у држави.
- 10. јун 1980. — У СР Словенији група од шездесетак писаца, пјесника и јавних интелектуалаца потписује петицију тражећи простор за вођење интелектуалних расправа. Такође је затражено и покретање независног часописа у којем би те расправе биле објављиване.
- 1. октобар 1980. — Пет истакнутих словеначких интелектуалаца потписује петицију на нивоу цјеле државе о слободи јавног изражавања незадовољства комунистичким режимом.

## 1981.
- 11. март 1981. — Албански студенти у Приштини започињу демонстрације са циљем проглашења Космета седмом републиком СФРЈ.
- 16. март 1981. — У конаку манастира Пећке патријаршије подметнут пожар.
- 1. април 1981. — Албански демонстранти званично излазе за захтјевом проглашења Космета републиком.
- 2. април 1981. — Председништво СФРЈ шаље специјалне полицијске јединице на Косово да угуше демонстрације.
- 3. април 1981. — Сурово су угушене албанске демонстрације на Косову.

## 1982.
- 2. фебруар 1982. — У Љубљани одржан рок-концерт подршке пољском некомунистичком синдикату Солидарност.
- мај 1982. — У Словенији покренут први независни часопис "Нова ревија".
- 2. јуна 1982. У селу Самодрежа, код Вучитрна на КиМ, албански разбојници које предводи Мухамед Ферат нападају породицу Милинчић на њиховом имању. Данило Милинчић (22) је убијен из ватреног оружја, док је његова мајка Даница протерана.

## 1983.
- 12. април 1983. — Епископи Српске православне цркве потписују петицију против прогона Срба са Космета.
- 23. април 1983. — Словеначка рок група "Лајбах" на свом концерту у Загребу приказала је колаже из службених видео оквира порнографских сцена на којима је Тито представљен као пенис у ерекцији. Ово је довело до интервенције војске и полиције, док је група одмах морала напустити Загреб.
- јул-август 1983. — Муслимански адвокат и активиста Алија Изетбеговић, аутор књиге из 1980. "Ислам између истока и запада", је од стране полиције ухваћен са списима у којима позива све Муслимане свијета да устану и доживе препород. Због овог је пред судом у Сарајеву осуђен на 14 година затвора. Изашао је након пет.

## 1984.
- 1. јануар 1984. — Група од 26 словеначких интелектуалаца и јавних личности захтјева промјену Устава СФРЈ у смислу заштите слободе говора и јавних окупљања.

## 1985.
- 1. мај 1985. — Долази до буђења српског национализма који позива на заштиту Срба са Космета. До тога је дошло након случаја косовског Србина Ђорђа Мартиновића који је годинама најгоре злостављан од стране комшија Албанаца. Ово је ко зна који случај овог типа.
- 25. мај 1985. — Српска академија наука и умјетности (САНУ) одлучује донијети Меморандум који би одредио смјер рјешавања српског питања унутар СФРЈ.
- 20. јун 1985. — Председништво СФРЈ прихвата захтјев словеначког члана Милана Кучана да Срби немају потпуно право створити властиту државу због двије покрајине.
- септембар 1985. — Словеначки историчар Јожко Шавил и филолог Матеј Бор објављују Венетска теорију која тврди да Словенци нису јужнословенски народ. Ова теорија је имала анти-југословенска начела и стекла је огромну популарност у СР Словенији.

## 1986.
- 6. април 1986. — Председник Председништва СР Србије Иван Стамболић на Косову пољу разговора са косовским Србима о њиховим свакодневним проблемима са локалним албанским властима.
- 7. април 1986. — Пар стотина косовских Срба због националних проблема долази у Београд, гдје их прима македонски члан Председништва СФРЈ Лазар Мојсов.
- април 1986. — На 12. конгресу СКОЈ Словеније донесена је резолуција која подржава људска права, права хомосексуалаца и пацифистичке покрете на територији СР Словеније. Резолуцијом се такође тражи и слобода говора, јавног окупљања и интелектуалног дјеловања.
- 28. мај 1986. — Политичар Слободан Милошевић постаје председник Централног комитета Савеза комуниста Србије.
- 24-25. септембар 1986. — Лист Вечерње новости у два наставка објављује Меморандум САНУ.
- 25. септембар 1986. — Председник СР Србије Иван Стамболић оштро критикује меморандум: "Меморандум је смртоносни, шовинистички ратни манифест за српске комесаре".

## 1987.
- 20. април 1987. — Слободан Милошевић се на Косову пољу први пут састаје са виђенијим косовским Србима.
- 24. април 1987. — Слободан Милошевић на Косову пољу разговора са косовским Србима о њиховим проблемима са локалним албанским властима.За вријеме тог разговора долази до сукоба између Срба и албанске полиције и тада Милошевић поручује косовским Србима:"Нико не сме да вас бије".
- 26. јун 1987 — Око хиљаду Срба са Косова у Београду организује нови протест против прогона са Косова.
- 2-3. септембар 1987. — Војник ЈНА албанске националности Азиз Кељменди је у касарни ЈНА у Параћину на спавању убио четири, а ранио пет војника.

## 1988.
- 27. јун 1988. — Албански дечаци у селу Граце, између Вучитрна и Приштине, на Косову и Метохији, откопавају гробове српских беба из породице Петровић, а потом раскомадани и разбацани.

## 1989.
- 11. јануар — У Подгорици завршен митинг демонстраната који су тражили смену државног руководства Црне Горе, што је и успело. А власт у држави и СК Црне Горе преузимају Момир Булатовић и Мило Ђукановић.
- 20. фебруар — У АП Косову и Метохији траје штрајк 6.000 рудара албанске националности, због смене Азема Власија из ЦК СКЈ. Штрајкачи су тражили обуставу Уставних промена и смену Морине, Шукрије и Аземнија, функционера лојалних Слободану Милошевићу.
- 20. фебруар — у Љубљани, у Цанкарјевом дому одржан скуп подршке албанским рударима на Космету.
- 28. фебруар — 1. март — Београдски студенти имају митинг испред Скупштине СФРЈ, који захтевају хапшење Азема Власија и обрачун са сепаратистичким снагама на АП Косову и Метохији.
- 28. фебруар — У Книну дошло је до спонтаних демонстрација подршке сународницима на Косову и Метохији који су деценијама били на удару албанског насиља и сепаратизма. Тада су говорили браћа Доброта, Јован Опачић и Драган Бурсаћ. Било је присутно око 2.000 људи, где су били радници "Твика", "Агропрераде", "Динаре", као и ученици средњих школа. Показивање српске тробојке без симбола, први пут након Другог светског рата на книнским улицама, послужило је хрватским медијима да скуп прогласе за прочетнички. Говорници и организатори су приведени у канцеларију ДБ-а.
- 1. март — Ухапшен Азем Власи
- 1. март — На АП Косову и Метохији уведене посебне мере тј. „полицијски час. Ухапшени Бурхан Каваја и Азиз Абраши, организатори штрајка албанских рудара.
- 17. март — У Београду изабрана нова Влада СФРЈ, коју је предводио премијер Анте Марковић.
- 28. март — У Београду Скупштина СР Србије прогласила Амандмане на Устав СР Србије, тако да су покрајинама АП Војводини и АП Косову и Метохији укинута широка овлашћења која су имала по Уставу СФРЈ из 1974. За то време у Приштини трају велике демонстрације и сукоб са полицијом.
- 15. мај — Слободан Милошевић изабран за председника председништва СР Србије.
- 20. мај — Скупштина СР Србије донела одлуку о формирању Зајма за препород Србије.
- 17. јун — У Загребу, у тајности, основана Хрватска демократска заједница, за председника изабран Фрањо Туђман.
- 28. јун — На Газиместану се одржала прослава 600 година од Косовске битке, где је процена да је било скоро 2.000.000 људи. Тада је Слободан Милошевић одржао свој чувени говор где спомиње битке, које су у осталим републикама чланицама СФРЈ протумачили као позив за рат.
- 9. јул — На далматинском Косову, крај Книна у манастиру Лазарица одржана прослава 600 година Косовске битке. На том скупу су изнети захтеви за равноправност Срба у СР Хрватској у погледу културе, писма и језика. Након тога уследила су хапшења виђенијих Срба (Јован Опачић) у Далмацији и Лици.
- август — На подручју Книнске Крајине трају протести поводом хапшења Јована Опачића.
- 8. август 1989. у Београду Скупштина СФРЈ усвојила амандмане на Устав из 1974. који су омогућили увођење вишепартијског система у СФРЈ.
- 28. септембар — Скупштина СР Словеније усваја прве Амандмане на републички Устав.
- 3. октобар — Почело суђење Азему Власију и још 13 Албанаца за сепаратистичко деловање на Космету.
- 22. октобар — Последњи пут дочекан воз Братства и јединства из СР Словеније.
- 10. новембар — Седамнаеста седница ЦК СКЈ која је показала велико неслагање републичких руководстава.
- 12. новембар — Слободан Милошевић добио 86% гласова на референдуму за избор председника Председништва СР Србије.
- 1. децембар — У Љубљани забрањен митинг истине које је организовало удружење Срба са АП Косова и Метохије „Божур”. ССРН Србије издаје проглас грађанима Србије где се тражи прекид веза са СР Словенијом и бојкот словеначких производа.

## 1990.

### Јануар
- 22. јануар — Прекинут рад 14. конгреса СКЈ у београдском Сава Центру након што су делегати СК Словеније и СК Хрватске напустили конгрес.

### Фебруар
- 17. фебруар — У Книну основана СДС, за председника странке изабран Јован Рашковић.
- 24. фебруар — ХДЗ у загребачкој дворани „Ватрослав Лисински” има први оснивачки скуп. Фрањо Туђман поручује: „НДХ није била само пука квислиншка творба и фашистички злочин, већ и израз повјесних тежњи хрватског народа”. Ивица Рачан, председник Савеза Комуниста Хрватске, означава ХДЗ као странку опасних намера.

### Март
- 4. март — На Петровој Гори, на Кордуну је организован велики народни митинг Срба из СР Хрватске и северозападног дела БиХ, на коме су јасно истакнуте жеље за опстанак СФРЈ и равноправност Срба у СР Хрватској. ТВ Загреб је овај скуп прогласила четничким, јер је снимила неколико људи са четничким обележјима.
- 22. март — на Косову и Метохији се подмеће случај о наводном тровању 300 албанске деце из околине Урошевца и Липљана. За ове догађаје оптужене су власти у Београду као главни кривци. Након тога Савезна влада СФРЈ шаље стручњаке са ВМА на Космет, који утврђују једногласно да нема говора о тровању албанске деце. Пораст српско-албанских тензија.

### Април
- април/мај — Први вишестраначки избори у СР Хрватској. Хрватска демократска заједница осваја већину места у Сабору, који бира Фрању Туђмана за председника.

### Мај
- 13. мај — Немири на Максимиру између навијача Динама и Црвене звезде који су исполитизовани. Овде су хрватске сигурносне службе ноћ раније ушле у стадион и сипале киселину на заштитну ограду. Дан касније ограда је лако пукла и велики број хрватских навијача је ушао у терен да се обрачуна са играчима и присталицама Црвене звезде.
- 13. мај — Благоје Аџић, начелник Генералштаба ЈНА, издао је наредбу о преузимању наоружања и муниције Територијалне Одбране и њиховом складиштењу у складиштима ЈНА.
- 14. мај — ХДЗ преузима власт у СР Хрватској. Нереди на Максимиру су послужили власти ХДЗ да се обрачуна и елиминише српске и нехрватске кадрове из полиције, медија, тужилаштва, јавних и комуналних служби.
- 19. мај — У Бенковцу касно увече избоден од НН лица, Мирослав Млинар, активиста СДС.

### Јун
- 6. јун — Скупштина Општине Книн донела одлуку о покретању иницијативе за формирање нове регионалне заједнице општина на просторима северне Далмације и Лике.
- 13. јун — Велики митинг опозиције у Београду, која тражи ванредне изборе и слободу медија. Велики број демонстраната је имао четничка обележја. Испред зграде ТВ Београд дошло је до сукоба полиције и демонстраната.
- 27. јун — Скупштина Општине Книн, поступајући на основу амандмана 43. на Устав СР Хрватске, усвојила одлуку о оснивању регионалне Заједнице општина Сјеверне Далмације и Лике.
- 28. јун — Скупштина Општине Доњи Лапац прихватила одлуку о оснивању регионалне Заједнице општина Сјеверне Далмације и Лике и донела одлуку о приступању истој.
- 29. јун — Скупштина Општине Грачац прихватила одлуку о оснивању регионалне Заједнице општина Сјеверне Далмације и Лике и донела одлуку о приступању истој.

### Јул
- 1. јул — Одржан народни збор код манастира Лазарице у далматинском Косову, на коме је Милан Бабић (председник СО Книн) обавестио јавност о формирању Заједнице општина Сјеверне Далмације и Лике.
- 2. јул — У Приштини 14 делегата албанске националности у Парламенту АП Косова и Метохије доноси на улицама Приштине, после 3 сата већања, Декларацију о „Косову као 7. републици у СФРЈ”.
- 3. јул — У Книну одржана конститутивна седница привременог председништва Скупштине Заједнице општина Сјеверне Далмације и Лике, на којој су учествовали представници општина Книн, Доњи Лапац и Грачац.
- 5. јул — У Београду Скупштина Србије поништава одлуке Парламента АП Косово и Метохија, и распушта Скупштину и владу АП Косово и Метохија. Тако да сва питања везано за Косово и Метохију се решавају у Београду. МУП Србије заузео зграду ТВ Приштина.
- 16. јул — У београдском Сава центру оснивачка скупштина СПС (основана од већином бивших чланова Комунистичке Партије Србије). Слободан Милошевић постаје председник СПС.
- 17. јул — Скупштина Општине Двор на Уни прихватила одлуку о оснивању регионалне "Заједнице општина Сјеверне Далмације и Лике" и донела одлуку о приступању истој.
- 25. јул — Сабор СР Хрватске усвојио амандмане (LXIV-LXXV) на Устав СР Хрватске, по којима се из назива те југословенске федералне јединице изоставља придев "Социјалистичка", тако да је званични назив од тада гласио само: Република Хрватска. Петокрака на застави замењена је шаховницом.
- 25. јул — У Србу одржан велики српски сабор, на којем је основано Српско национално вијеће, а такође је усвојена и Декларацију о суверености и аутономији српског народа у Хрватској.
- 27. јул — На спомен подручју Мраковица, одржан велики народни збор где се присутнима обратио Анте Марковић, тадашњи премијер СФРЈ. Све је протекло у знаку братства и јединства.
- 31. јул — Српско национално вијеће донело одлуку о расписивању референдума о аутономији Срба у Хрватској.

### Август
- 17. август — МУП Хрватске упутио специјалце у српске општине на подручју северне Далмације и Лике. Грађани Книна и Бенковца подижу барикаде. Радио Книн проглашава „ратно стање”.
- 19. август—2. септембар — Одржан референдум о аутономији Срба у Хрватској.

### Септембар
- 11. септембар — У Фочи долази до кулминације тензија Срба и муслимана, тако што дисциплинска комисија фирме „Фочатранс” додељује отказе Србима. Као реакција, дешава и масовни штрајк Срба у Фочи. Председништво БиХ, у Сарајеву, доноси одлуку о забрани свих јавних окупљања у Фочи. Упркос томе исто вече долази до окупљања преко 2.000 Срба, где долази до великог сукоба са специјалцима милиције, прави улични рат. Ухапшене су 54 особе, и уведен је полицијски час.
- 16. септембар — У Великој Кладуши се одржава највећи скуп босанских муслимана у последњих пар деценија, око 300.000 присутних. Био је то оснивачки скуп странке СДА у том крају. Присутнима се обраћа Фикрет Абдић, успешан привредник из социјалистичког доба, директор Агрокомерца.
- 26. септембар — У Сплиту прекинута утакмица Хајдук — Партизан, од домаћих навијача „Торциде”, гостујућих није било. Застава СФРЈ је запаљена.
- 27. септембар — У Глини, Петрињи и Двору на Уни грађани излазе на улице и обарају дрвеће на путеве. Траже да их ЈНА заштити од упада и малтретирања хрватске полиције.
- 28. септембар — У Београду, Скупштина Србије, усвојила нови Устав, према којем је Република Србија била република грађана, а покрајине (Војводина и Косово и Метохија) су постају територијалне аутономије без икаквих атрибута државности. Дотадашња Социјалистичка Република Србија добила је овим уставом нови назив — Република Србија.
- 30. септембар — Српско национално вијеће донело одлуку да се приступи реализацији пуне политичке и територијалне аутономије српског народа у оквирима тадашње југословенске федералне јединице Хрватске.

### Октобар
- 13. октобар — У Бањалуци основано Српско национално вијеће Босне и Херцеговине, састављено од истакнутих политичких и других представника српског народа са подручја Босне и Херцеговине.
- 13. октобар — На граничном прелазу Југославије и Мађарске „Горичан-Летење”, улази велика количина наоружања, неколико шлепера, за потребе чланова ХДЗ и МУП-а Хрватске.
- 19. октобар — На војном полигону ЈНА Гаково, покрај Вировитице, Контраобавештајна служба тајно снимила бившег генерал-пуковника ЈНА Мартина Шпегеља и сараднике, како планирају обрачун са Србима у Хрватској и припадницима ЈНА, и илегално наоружавање чланова ХДЗ и резервног састава МУП-а Хрватске.

### Новембар
- 15. новембар — У Београду војна лица (ЈНА), оснивају своју странку: „Савез комуниста — Покрет за Југославију”. Ова странка се сматра идеолошким и политичким наследником бившег СКЈ, јединствен случај у посткомунистичкој Европи.
- 23. новембар — Под неразјашњеним околностима убијен Горан Алавања (27), полицајац српске националности у униформи МУП-а Хрватске, на једном друмском раскршћу између Обровца, Задра и Книна.
- 29. новембар — Жељко Ражнатовић Аркан је ухапшен од припадника МУП Хрватске, у Двору на Уни, и спроведен у Загреб, а затим у затвор Лепоглава.

### Децембар
- 4. децембар — Генерал армије Вељко Кадијевић, савезни секретар за народну одбрану СФРЈ даје интервју где изражава жељу за опстанак СФРЈ, уређена по демократском социјализму, прети сепаратистичким снагама и говори да ће порески обвезници морати уплаћивати суме које ЈНА одреди.
- 8. децембар — Први вишестраначки избори после 5 деценија. Побеђује убедљиво СПС 80% мандата, а Слободан Милошевић постаје председник у 1. кругу са 65% гласова, а противкандидат Вук Драшковић 16%. Албанци са Космета бојкотовали изборе.
- 13. децембар — Привремено председништво Скупштине Заједнице општина Сјеверне Далмације и Лике израдило нацрт "Статута" којим се предвиђа прерастање ове заједнице општина у српску аутономну област.
- 19. децембар — Скупштина Општине Костајница донела одлуку о приступању регионалној Заједници општина Сјеверне Далмације и Лике.
- 19. децембар — Привремено председништво Скупштине Заједнице општина Сјеверне Далмације и Лике озваничило иницијативу за прерастање ове заједнице општина у српску аутономну област и утврдило текст "Статута Српске аутономне области Крајине" који је упућен скупштинама општина на разматрање и усвајање.
- 20. децембар — На одвојеним седницама, скупштине општина Книн, Доњи Лапац, Грачац, Обровац, Бенковац, Титова Кореница и Војнић прихватиле предложени текст "Статута Српске аутономне области Крајине".
- 21. децембар — Скупштина општине Двор на Уни такође прихватила предложени текст "Статута Српске аутономне области Крајине".
- 21. децембар — Српско национално вијеће и Привремено председништво Скупштине Заједнице општина Сјеверне Далмације и Лике заједнички проглашавају ступање на снагу "Статута Српске Аутономне Области Крајине", чиме је озваничено стварање САО Крајине.
- 22. децембар — Сабор Републике Хрватске прогласио нови Устав Републике Хрватске, по којем се Хрватска проглашава за националну државу хрватског народа, док су Срби сврстани у групу "inih naroda i manjina". Таквим решењем, Србима у Хрватској одузета је конститутивност.
- 23. децембар — Момир Булатовић је изабран за председника СР Црне Горе, а његова странка Савез комуниста Црне Горе осваја 66,4%.
- 23. децембар — У Љубљани Скупштина Словеније је прогласила сувереност те републике.
- 26. децембар Руководство СР Србије врши тајни упад у монетарни систем СФРЈ и повлачи девизне резерве Народне банке Југославије, чиме финансијски систем СФРЈ практично престаје да постоји.

## 1991.

### Јануар
- 9. јануар — Председништво СФРЈ доноси одлуку о разоружању свих паравојних формација на територији Југославије. СР Хрватска и СР Словенија одбиле да ту одлуку спроведу на својој територији.
- 12. јануар — Из Италије долази хеликоптер са агентима ЦИА који слеће у Сарајево. Касније наставља до Љубљане и Загреба. Циљ је био дати директиве и подршку муслиманским, словеначким и хрватским сепаратистима у растурању Југославије.
- 25. јануар — ТВ Београд јавно објављује снимке које је урадила Контраобавештајна служба, где се говори о илегалном наоружавању чланова ХДЗ, ХОС, и резервног састава МУП-а Хрватске, као и плановима за обрачун са Србима и ЈНА. Исте вечери у Борову Насељу убијен у свом стану Звонко Остојић (34), сарадник КОС ЈНА, кога су убили Мерчепови сарадници.
- 25. јануар — У Скопљу Скупштина Македоније усвојила Декларацију о независности.

### Фебруар
- 16. фебруар — У Доњем Лапцу, СДС Јована Рашковића доноси Декларацију о положају и правима у СР Хрватској.
- 20. фебруар — У Загребу, хрватски Сабор доноси одлуку по којој на територији СР Хрватске не важе закони СФРЈ.
- 21. фебруар — Сабор Републике Хрватске усвојио акт под називом: Резолуција о прихваћању поступка за раздруживање СФРЈ и о могућем удруживању у савез суверених република.
- 26. фебруар — У Осијеку Српско национално Вијеће Славоније, Барање и Западног Срема усвојило је Декларацију о суверености и аутономији Срба, којом се Срби у Хрватској проглашавају сувереним народом који има право на аутономију.
- 26. фебруар — У Сарајеву, Скупштина БиХ на предлог делегата СДА и ХДЗ разматрала Декларацију о независности БиХ. Српски посланици одбили да о томе расправљају.
- 28. фебруар — Заједничком одлуком Извршног вијећа САО Крајине и Српског националног вијећа усвојена "Резолуција о раздруживању Републике Хрватске и САО Крајине".

### Март
- 1. март — У Пакрацу долази до сукоба између Срба, који су се противили хрватском сепаратизму и припадника МУП-а Хрватске, где учествује и ЈНА као тампон-зона.
- 10. март — Томислав Мерчеп, председник ХДЗ одбора за Вуковар, постројава више од 2.000 Хрвата у селу Богдановци, и већина је узела оружје.
- 12. март — У Београду одржана проширена седница Врховног савета одбране СФРЈ, на којој су присуствовали чланови председништва СФРЈ и чланови Генералштаба ЈНА. Седница је трајала 3 дана, а тема је била увођење ванредног стања у СФРЈ, али та одлука није донесена.
- 18. март — Усвојене измене Статута САО Крајине, по којима се САО Крајина редефинише као посебан политички ентитет у саставу Југославије.
- 26. март — Европска заједница је донела Декларацију у којој се наглашава да „Уједињена и демократска Југославија има најбоље шансе да се интегрише у ЕУ”.
- 28. март — У Сплиту одржан први од укупно шест састанака председника југословенских република, за очување Југославије.
- 31. март — Оружани сукоб у Националном парку Плитвице.

### Април
- 1. април — Без сазивања Скупштине САО Крајине и без консултација са званичним Београдом, Извршно вијеће САО Крајине донело одлуку о уједињењу САО Крајине са Републиком Србијом.
- 30. април — Конституисана Скупштина САО Крајине, на којој је донета одлука о расписивању референдума о статусу САО Крајине.

### Мај
- 1. мај — У Полачи крај Книна убијен Србин Васо Пећер, а у Бршадину, крај Вуковара убијен Србин Стеван Инић.
- 2. мај — У Борову Селу долази до крвавих сукоба, где су рањена два мештанина и 12 хрватских полицајаца. Овај догађај је појачао ионако већ напету ситуацију око Вуковара. Српска села су се забарикадирала у страху од најаве напада.
- 2. мај — У Задру долази до организованог рушилачког похода велике групе 2.000 хрватских екстремиста према кућама и викендицама чији су власници Срби, и према локалима фирми из СР Србије. Овај догађај је познат као Задарска кристална ноћ.
- 2. мај — У Сарајеву је основана Патриотска лига. Они су основани од Сефера Халиловића, дезертера ЈНА који је погазио заклетву и по налогу Алије Изетбеговића и формирао паравојне формације босанских муслимана. Циљ је био да се елиминишу Срби са простора БиХ.
- 12. мај — Одржан референдум статусу САО Крајине.
- 15. мај — Стипе Месић треба да преузме дужност председника Председништва СФРЈ.
- 19. мај — Хрватска је одржала референдум на којем су се бирачи изјаснили за независност у односу на СФРЈ.
- 29. мај — Усвојен Уставни закон САО Крајине, којим се САО Крајина дефинише као посебна политички ентитет у саставу Југославије.
- 29. мај - У Барију ФК Црвена звезда је постала првак Европе, тако што је савладала у финалу француски клуб Олимпик из Марсеја.

### Јун
- јун — Ратко Младић постаје командант 9. корпуса (Книнског корпуса) ЈНА.
- 10. јун — У Сарајеву основане Зелене беретке — паравојна формација босанских муслимана по налогу Сефера Халиловића.
- 25. јун — Хрватска и Словенија прогласиле су независност у односу на Југославију.
- 25. јун — Конституисана је Велика народна скупштина Славоније, Барање и западног Срема. Одлучено је да се област СБЗС-а конституише као САО СБЗС-а и да треба да се отцепи од Хрватске. Горан Хаџић је изабран за кандидата за председника владе.
- 26. јун — Дан након проглашења независности Словеније и Хрватске, делегати из ове две републике трајно напуштају Скупштину СФРЈ. На овај начин Скупштина СФРЈ постаје прва „крња” институција СФРЈ.
- 26. јун — Савезно извршно веће оценило да су одлуке донете 25. јуна 1991. године о осамостаљењу Словеније и Хрватске нелегалне. СИВ издаје наредбу којом забрањује успостављање граничних прелаза унутар територије СФРЈ. СИВ даје пуно овлашћење Савезном секретаријату унутрашњих послова (ССУП, односно савезна полиција) и Југословенској народној армији (ЈНА) да успостави контролу над државним границама СФРЈ (одлука се односи на граничне прелазе које су запосели словеначки погранични органи).
- 28. јун — Обавештење за јавност да су јединице ЈНА преузеле контролу граница на територији СР Словеније, и тиме извршиле радне задатке.
- 28. јун — Јединице ЈНА почеле да напуштају Словенију; последње јединице ЈНА напустиле Словенију 26. октобра 1991.
- 29. јун — Споразум између председника СИВ-a и председника Председништва Словеније. Споразум налаже да се прекину војне операције, да се рањени припадници ЈНА пребаце у болнице, да се јединице ЈНА повуку са граница и путева у касарне, и да се формира мешовита комисија која ће све то надгледати.

### Јул
- 1. јул 1991 — Председништво СФРЈ прогласило Стјепана Месића за председника Председништва, а др Бранка Костића за потпредседника. Избору присуствује трочлана делегација Европске заједнице. Четири члана председништва (чланови из СР Србије, САП Војводине, САП Косова и СР Црне Горе) траже писмену гаранцију од ЕЗ да ће Сабор Хрватске и Скупштина Словеније поштовати мораторијум од три месеца на спровођење закона о раздруживању.
- 7. јул — Потписана Брионска декларација.
- 12. јул — Председништво СФРЈ прихватило Брионску декларацију од 7. јула 1991. године. Донета одлука да се до 18. јула демобилишу све оружане групе осим ЈНА и редовне полиције (мирнодопски састав). Такође донета одлука да се на границама СФРЈ успостави стање какво је постојало пре 25. јуна и да се деблокирају касарне и војни објекти ЈНА.
- 18. јул — Председништво СФРЈ донело одлуку о повлачењу ЈНА из Словеније (дати рок је три месеца).
- 21. јул — СИВ саставио предлог под називом Договор о функционисању земље у периоду мораторијума. Предлог послат на усвајање Председништву СФРЈ, као и свим републикама СФРЈ.
- 22. јул — Седница Председништва СФРЈ у Охриду у проширеном саставу. Усвојена заједничка Изјава против употребе силе.
- 26. јул — Седница Председништва СФРЈ. Председништво констатовало погоршање стања. Усвојен захтев о хитном прекиду ватре у Хрватској. Председништво СФРЈ предлаже Републици Хрватској да не упућује оружане саставе у кризна подручја са већинским српским становништвом.
- 30. јул — На седници Председништва СФРЈ договорено да се успостави државна комисија која ће контролисати одлуку од 26. јула о прекиду ватре у Хрватској. За руководиоца комисије изабран др Бранко Костић. Стјепан Месић у знак протеста напушта седницу.

### Август
- 1. август — Хрватски председник, Фрањо Туђман је 1. августа 1991. позвао све Хрвате да буду спреми на општи рат.
- 3. август — Председништво СФРЈ доноси одлуку о апсолутном и неодложном прекиду ватре у Хрватској. Такође донета одлука о обустављању даљих покрета и раздвајању оружаних сукобљених снага у Хрватској. Формирана државна комисија на челу са Др Бранком Костићем која у сарадњи са надлежним органима Републике Хрватске треба да надгледа спровођење ових одлука. Председник Председништва СФРЈ Стјепан Месић се исти дан обратио Сабору Хрватске тражећи да се комисија не прихвати.
- 6. август — На седници Председништва СФРЈ једногласно усвојена одлука о проглашењу апсолутног и безусловног прекида ватре на територији Републике Хрватске.
- 13. август — Чланови Главног одбора Српске демократске странке из западне Славоније одржали су седницу у Пакрацу, на којој је одлучено да се прогласи оснивање САО Западне Славоније.
- 16. август — У Западној Славонији креће велика акција незаконитих хапшења, затварања, киднаповања, мучења Срба, углавном цивила од стране хрватских паравојних јединица.
- 20. август — Проширена седница Председништва СФРЈ. Закључено да је мир најбитнија претпоставка за договор о будућности СФРЈ.
- крај августа — Почетак битке за Вуковар.
- 28. август — Оружани сукоб у Сотину.
- 31. август — Снаге РВ и ПВО ЈНА принудили на слетање авион Боинг 707 Уганда Еирлајнса на аеродром Плесо код Загреба. Том приликом заплењена је већа количина наоружања јужноафричког порекла која је требало да буде прокријумчарена за полицију Хрватске.[1]

### Септембар
- 2. септембар — Припадници МУП-а Хрватске и ЗНГ нападају српско село Јасенаш у Западној Славонији, а исти дан креће акција минирања српских кућа на подручју Подравске Слатине, Дарувара, Бјеловара и Грубишног Поља.
- 7. септембар — Сви чланови Председништва СФРЈ путују у Хаг на почетак Конференције о Југославији у Хагу (познате и као Мировна конференција о Југославији). Члановима Председништва СФРЈ се придружују председник СИВ-a, шесторица председника југословенских република и савезни секретар за иностране послове. Прва пленарна седница (из затворених врата) одржана 12. септембра.
- 12. септембар — Оружани сукоб у Товарнику.
- 14—19. септембар — Главни део битке за касарне.
- 21. септембар — Убијено 13 резервиста ЈНА, на Коранском мосту, крај Карловца од стране специјалних јединица хрватске полиције, које је предводио Михајло Храстов. Четворица резервиста ЈНА преживели.
- 21. септембар — ЈНА ушла у Товарник.
- 21. септембар — Припадници МУП-а Хрватске и ЗНГ нападају Иваново Село у Западној Славонији.
- 18. септембар — На заседању СИВ-a председник Анте Марковић поставља питање о улози коју ЈНА игра у сукобима у Хрватској. Анте Марковић тражи оставку савезног секретара за народну одбрану (ССНО) Вељка Кадијевића и његовог заменика Станета Бровета.
- 26. септембар — Председник Председништва СФРЈ Стјепан Месић одбија да одржи седницу. Потпредседник Др. Бранко Костић сазива седницу, позивајући се на Пословник о раду Председништва.
- 29. септембар — У Бјеловару, припадници хрватске паравојске и полиције нападају касарну ЈНА, желећи да отму оружје из складишта ЈНА. Том приликом гине војник ЈНА Стојадин Мирковић и мајор ЈНА Милан Тепић, који је дигнуо и складиште и себе у ваздух. Губици на хрватској страни велики.

### Октобар
- 1. октобар — Почиње блокада Дубровника.
- 1. октобар — Момир Булатовић издао наредбу о мобилизацији јединице специјалне полиције за вођење борбених операција заједно са ЈНА и ТО-ом на дубровачком фронту.
- 3. октобар — Одржана седница Председништва СФРЈ. Седница је одржана у непотпуном саставу са само четири члана (члан из СР Србије, САП Војводине, САП Косово и СР Црне Горе). Председништво констатује да су се стекли услови за рад и деловање дефинисани уставом СФРЈ у условима непосредне ратне опасности. Од овог дана ће седницама Председништва СФРЈ присуствовати само четири члана (у домаћим медијима овакво Председништво постаје познато као „крње Председништво”).
- 4. октобар — Председништво СФРЈ унапредило Ратка Младића у чин генерал-мајора.
- 5. октобар — Хрватска започиње општу мобилизацију.
- 8. октобар — Датум остваривања независности Хрватске и Словеније, на основу договора који је испосредовала Европска заједница.
- 10. октобар — Масакр у Ловасу.
- 11. октобар — Јединице за посебне намене МУП-а Хрватске „Јесење кише”, основале у Марином Селу логор Рибарска Колиба, где је за 5 месеци прошло 300 људи, а убијено 100 Срба.
- 15. октобар — На састанку клуба посланика Српске демократске странке донета је одлука о формирању одвојене скупштине под називом „Скупштина српског народа у Босни и Херцеговини” која је требало да заштити српске интересе.
- 16. октобар — ЈНА престала да користи звезду петокраку као симбол.
- 16—18. октобар — Масакр у Госпићу.
- 20. октобар — Баћински масакр.
- 24. октобар — Скупштина српског народа у Босни и Херцеговини донела је одлуку о расписивању плебисцита српског народа у Босни и Херцеговини на коме ће се одлучити о остајању у заједничкој држави Југославији са Србијом, Црном Гором, Српском аутономном области Крајина, САО Западном Славонијом и САО Источном Славонијом, Барањом и западним Сремом.
- 31. октобар — 4. новембар — Операција Откос 10.

### Новембар
- 9. новембар — Председништво СФРЈ упућује Савету Безбедности Уједињених нација писмо са захтевом да се хитно пошаљу мировне снаге УН у Хрватску.
- 9—10. новембар — Босански Срби су одржали плебисцит о питању да ли да Босна и Херцеговина остане у Југославији или да постане независна држава. Резултат је великом већином гласова показао да босански Срби желе да остану у Југославији.
- 1—28. новембар — У Борову насељу и Вуковару, убијено је преко 45 српских цивила од стране припадника Збора Народе Гарде.
- 18. новембар — крај битке за Вуковар.
- 18. новембар — Масакр у Овчари.
- 18. новембар — Масакр у Шкабрњи.
- 23. новембар — Слободан Милошевић, Вељко Кадијевић и Фрањо Туђман прихватили споразум који је потписан под покровитељством специјалног изасланика Уједињених нација Сајруса Венса, по ком је било предвиђено да хрватске снаге укину блокаде касарни ЈНА, а да се снаге ЈНА повуку из Хрватске. Обе стране су се обавезале на моменталну обуставу ватре на читавој територији Хрватске од стране јединица које су „под њиховом командом, контролом или политичким утицајем”, а поред тога су се обавезале да ће обезбедити да све паравојне или нерегуларне јединице које су повезане са њиховим снагама такође поштују прекид ватре.

### Децембар
- 5. децембар — Сабор Хрватске опозива Стјепана Месића из Председништва Југославије. Осим поводом Стјепан Месић даје контроверзну изјаву која се на различите начине тумачи („Мислим да сам извршио своју обавезу. Југославија више не постоји.”).
- 5. децембар — Вицеадмирал ЈНА Миодраг Јокић пристаје на прекид ватре у Дубровнику, као и на ублажавање поморске блокаде града.
- 6. децембар — Гранатирање Старог града у Дубровнику.
- 9. децембар — Састанак комплетног Председништва СФРЈ (укључујући и опозваног Стјепана Месића) и председника свих шест југословенских република у Хагу, на иницијативу Лорда Карингтона.
- 11. децембар — У Паулин Двору надомак Осијека, припадници 130. бригаде хрватске војске убијају 18 ненаоружаних српских цивила и једног Мађара.
- 12. децембар — 3. јануар — Операција Оркан
- 13. децембар — Воћински масакр
- 19. децембар — САО Крајина трансформисана у Републику Српску Крајину.
- 20. децембар — Премијер Анте Марковић подноси оставку јер не жели да прихвати предлог буџета СФРЈ за 1992. годину. Анте Марковић је предлог буџета назвао „ратним буџетом”.

## 1992.
- 3. јануар — Још један споразум о прекиду ватре потписали су Фрањо Туђман и Слободан Милошевић. По Венсовом плану, успостављена су четири заштићене зоне УН-а у областима које су контролисале српске снаге. Венсовим планом се захтевало повлачење ЈНА из Хрватске и повратак расељених лица у њихове домове у заштићеним зонама УН-а.
- 4. јануар — ЈНА напушта војно-поморски комплекс Лора (ратна лука и војно-истражни центар) у Сплиту, кога преузимају припадници хрватске војске. Одмах након преузимања ту је направљен логор за мучење Срба и нехрвата, који је постојао до августа 1997.
- 7. јануар — Авион ЈНА Миг-21 са пилотом Емиром Шишићем грешком обара хеликоптер Европске заједнице.
- 8. јануар — Савезни секретар за народну одбрану Вељко Кадијевић подноси оставку.
- 9. јануар — Скупштина српског народа Босне и Херцеговине усвојила је декларацију о проглашењу Српске Републике Босне и Херцеговине.
- 15. јануар — Европска заједница је признала Хрватску као независну државу.
- 26. фебруар — САО западна Славонија и САО Славонија, Барања и западни Срем прикључиле су се САО Крајини у оквиру Републике Српске Крајине.
- 5. март — Извештај Савезног секретаријата за народну одбрану о сукобима у Хрватској. На основу извештаја 1279 припадника ЈНА је погинуло на ратиштима у Хрватској.
- 29. фебруар — 2. март — У Босни и Херцеговини одржан референдум о независности, који су бојкотовали босански Срби. На референдуму је 99,43% изашлих гласало за независност.
- 1. март — У Сарајеву убијен српски сват Никола Гардовић.
- 24. март — Последње јединице ЈНА напустиле Македонију.
- 6. април — Сједињене Америчке Државе и Европска заједница формално су признале независност Босне и Херцеговине.
- 27. април — Делегати „крњег” Савезног већа Скупштине СФРЈ усвојили Устав СРЈ. Овим чином СФРЈ је легално престала да постоји, а створена је Савезна Република Југославија.
- 3. мај — Напад на колону ЈНА у Сарајеву.
- 6. мај — потписан Договор у Грацу.
- 15. мај — Напад на колону ЈНА у Тузли.
- 20. мај — Председништво СФРЈ донело одлуку о реорганизацији ЈНА у Војску Југославије (ВЈ). ЈНА званично престала да постоји.
- мај — ЈНА се повукла из Хрватске.
- 22. мај — Хрватска постаје чланица УН-а.
- 19. јун — Почео муслиманско-хрватски сукоб
- 21. јун — Напад на Миљевачки плато.

## 1993.
- 22. јануар — 1. фебруар — Операција Масленица.
- 21. јануар — 30. јануар — криза „Бихаћ” приликом проласка српских бродова Дунавом из Украјине чијом приликом је у СРЈ ушло 53—55.000 тона нафтних деривата што је било грубо кршења санкција према СРЈ.[2]
- 9. септембар — 17. септембар — Операција Медачки џеп.
- 12. децембар — Одржани избори за посланике у Скупштини Републике Српске Крајине и избори за Председника РСК.

## 1994.
- 12. фебруар — Конституисан нови сазив Скупштине Републике Српске Крајине.
- 18. март — Вашингтонским споразумом окончан Муслиманско-хрватски сукоб у Босни и Херцеговини.
- 2. јун — 21. август — Операција Тигар Армије Републике БиХ.
- 4. септембар — 12. септембар — Операција Бреза Војске Републике Српске.
- 21. новембар — НАТО бомбардовао аеродром Удбина.

## 1995.
- 1. мај — Хрватска војска изводи Операцију Бљесак, над Западном Славонијом. У року од 2 дана је прогоњено 15.000 Срба, скоро 300 је убијено, а више стотина одведено у логоре у Бјеловар и Вировитицу.
- 25. мај — Масакр на тргу Капија у Тузли.
- 11. јул — Војска Републике Српске заузима Сребреницу, приликом чега је страдало више од 8 хиљада муслиманских мушкараца
- 25. јул — Српске снаге заузимају муслиманску енклаву Жепу.
- 27. јул — Скупштина Републике Српске Крајине одржала седницу у Топуском на којој је изабрана нова Влада РСК на челу са Миланом Бабићем. То је била последња седница Скупштине РСК пре пада Крајине.
- 4. август — Започиње операција Олуја, коју изводе хрватска војска, 5. муслимански корпус Армије БиХ, и НАТО авиони, над Книнском Крајином (Северна Далмација, Лика, Кордун и Банија). Операција је трајала 8 дана, а за то време је протјерано више од 230.000 Срба и убијено скоро 2.000 Срба. Уништено је више од 25.000 кућа.
- 29. август — 14. септембар — НАТО бомбардовање Републике Српске.
- 1. новембар — 21. новембар — Одржана конференција у Дејтону. Главни учесници су били тадашњи председник Србије Слободан Милошевић, председник Републике Босне и Херцеговине Алија Изетбеговић, председник Хрватске Фрањо Туђман, амерички посредник Ричард Холбрук и генерал Весли Кларк.
- 14. децембар — Дејтонски мировни споразум званично је потписан у Паризу.